# Madrona Prat i Palme
Madrona Prat i Palme (Barcelona, 1903 - Barcelona, 21 d'octubre de 1987) va ser una activista veïnal nascuda al barri barceloní de Sant Genís dels Agudells, on també va morir. Filla dels masovers de la torre Figuerola Amparo Palme i Alemany i Salvador Prat i Somell, l'any 1922 es va casar amb el carreter Fèlix Prat i Castells, de qui va tenir tres criatures. El matrimoni va viure a diverses masies de Sant Genís: a Can Figuerola fins a l'any 1924, a Can Gresa (Casa Groga) fins al 1940, a Can Safont i a Can Pagès.
El dia en què, acabada la Guerra Civil, va néixer el tercer fill de la parella, el marit de Madrona Prat va patir un accident mortal amb la carreta. Un cop vídua, Prat va subsistir amb la venda ambulant de vi fins que els beneficis li van permetre obrir una botiga que aviat es convertiria també en un bar i en un lloc de reunió al barri. Arran de la postguerra el barri de Sant Genís va acollir una forta onada migratòria d'arreu de l'estat espanyol, i la majoria de persones nouvingudes ho feien en condicions molt precàries.
La botiga de Madrona Prat i Palme es va convertir en un centre assistencial: ella hi va instal·lar un telèfon públic i avisava de les trucades, actuava com un servei de correus i rebia girs. Sovint la senyora Madrona socorria i ajudava el veïnat que tenia dificultats per a sobreviure, i al seu bar, l'Hostal L'Arengada, es va fundar el primer grup esportiu de Sant Genís i la primera penya del barri. Tant ella com els seus descendents han contribuït a la memòria del barri on van viure i a la recuperació de les seves tradicions. El seu nom forma part del nomenclàtor de carrers del barri on va néixer i lluitar tota la vida.